# Clifton McNeely
Clifton McNeely (22 de junho de 1919 — 26 de dezembro de 2003) foi um jogador norte-americano de basquete e treinador desta modalidade. Depois de servir com o Corpo Aéreo do Exército dos Estados Unidos na Segunda Guerra Mundial, McNeely jogou basquete pela Universidade Texas Wesleyan [en], onde liderou o país na pontuação em 1947, sendo escolhido como All-American. McNeely foi selecionado com a primeira escolha da primeira rodada do draft da BAA (hoje NBA) em 1944 pelo Pittsburgh Ironmen. Mas McNeely nunca jogou basquete profissional, optando por treinar no Pampa High School, no Texas. Atuou como treinador por treze anos e conquistou quatro títulos de campeonatos estaduais. Ele mais tarde foi introduzido no Hall da Fama do basquete do ensino médio do Texas.